# Nonoai (Santa Maria)
Nonoai é um bairro do distrito da sede, no município gaúcho de Santa Maria, no Brasil. Localiza-se na área sul da cidade.
O bairro Nonoai possui uma área de 0,6009 km² que equivale a 0,49% do distrito da Sede que é de 121,84 km² e  0,0335% do município de Santa Maria que é de 1791,65 km².

## História
O bairro, cujo nome é uma referência a unidade residencial Vila Nonoai, surgiu oficialmente em 2006 com área desmembrada do bairro Nossa Senhora de Lourdes.

## Limites
Limita-se com os bairros: Centro, Nossa Senhora de Lourdes, Nossa Senhora Medianeira.
Descrição dos limites do bairro: A delimitação inicia no cruzamento da Rua Duque de Caxias com a Avenida Nossa Senhora Medianeira, segue-se a partir daí pela seguinte delimitação: eixo da Avenida Nossa Sra. Medianeira no sentido nordeste; eixo da Rua Paraíba, no sentido sudeste e sua projeção, até o Arroio Cancela; leito do Arroio Cancela, no sentido a jusante; eixo da Rua Ceará, no sentido sudeste; eixo da Rua Celio Schirmer, no sentido sudoeste e sua projeção até o leito de uma sanga tributária do Arroio Cancela; leito desta Sanga, no sentido a jusante; leito do Arroio Cancela, no sentido a jusante; eixo da Rua Duque de Caxias, no sentido noroeste, até alcançar a Avenida Nossa Senhora Medianeira, início desta demarcação.

## Unidades residenciais
O bairro Nonoai, pertencente ao distrito da Sede, é uma unidade de vizinhança que contém as seguintes unidades residenciais:
| # | Unidade residencial                | Localização                       | Limites | Obs.       |
| - | ---------------------------------- | --------------------------------- | --- | ---------- |
| 1 | Conjunto Residencial João Rolim    | 29° 41' 52.14" S 53° 48' 02.99" O | A unidade residencial urbana que inicia no cruzamento da Rua Rigoberto Duarte com a Rua José Ignácio Xavier, segue-se a partir daí pela seguinte delimitação: eixo da Rua José Ignácio Xavier, no sentido nordeste; eixo da Rua Paraíba, no sentido sudeste; eixo da Rua Tamandaí, no sentido sudoeste; eixo da Rua Rigoberto Duarte, até alcançar o eixo da Rua José Ignácio Xavier, ponto inicial desta demarcação. |            |
| 2 | Nonoai                             | 29° ' " S 53° ' " O               | Toda a área do perímetro do bairro Nonoai sem denominação específica. |            |
| 3 | Parque Residencial Jardim Tamanday | 29° 42' 08.19" S 53° 48' 10.65" O | A unidade residencial urbana localizada entre o Arroio Cancela, Vila Medianeira e Loteamento Cidade Jardim. |            |
| 4 | Parque Residencial Panorama        | 29° 41' 47.56" S 53° 48' 08.61" O | A unidade residencial urbana que inicia no cruzamento da Rua Rigoberto Duarte com a Rua José Carlos Kruel, segue-se a partir daí pela seguinte delimitação: eixo da Rua José Carlos Kruel, no sentido nordeste; eixo da Rua Paraíba, no sentido sudeste; eixo da Rua José Ignácio Xavier, no sentido sudoeste e eixo da Rua Rigoberto Duarte, no sentido noroeste, até encontrar o eixo da Rua José Carlos Kruel, ponto inicial desta delimitação. |            |
| 5 | Vila Nonoai                        | 29° 41' 54.87" S 53° 48' 13.06" O | A unidade residencial urbana cuja delimitação inicia no cruzamento da Avenida Nossa Senhora Medianeira com a Rua Floriano Peixoto, segue-se a partir daí pela seguinte delimitação: eixo da Rua Floriano Peixoto, no sentido sudeste; eixo da Rua José Carlos Kruel, no sentido sudoeste; fundo dos lotes que confrontam ao sudoeste com a Rua 24 de Fevereiro, no sentido sudeste; eixo da Rua Tamandaí, no sentido sudoeste; eixo da Rua 3 de Maio, no sentido noroeste; eixo da Rua Barão de Nonoai, no sentido sudoeste; eixo da Rua Acre, no sentido noroeste; eixo da Rua Padre José de Anchieta, no sentido nordeste; eixo da Rua José Carlos Kruel, no sentido nordeste e por uma linha reta da divisa leste da área do Mercado Nacional, que parte da Rua José Carlos Kruel e encontra o ponto inicial no cruzamento da Avenida Nossa Senhora Medianeira com a Rua Floriano Peixoto. | [ Obs. 1 ] |

1. ↑  O principal acesso se dá pelo extremo-sul da Rua Marechal Floriano Peixoto, ao sul da Avenida Medianeira.

## Demografia

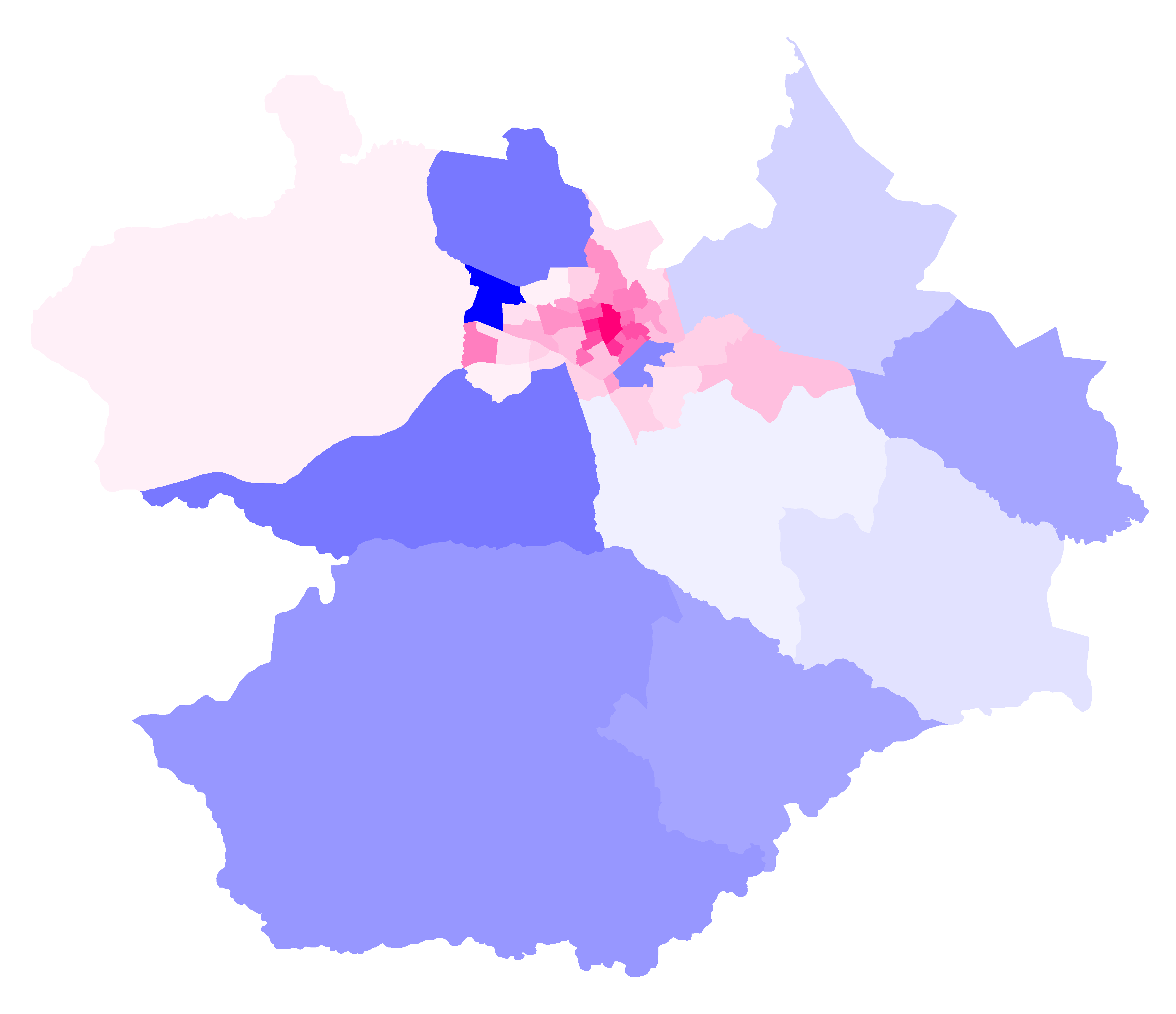
Mapa do município de Santa Maria com as divisões em bairros. Em escalas de azul os bairros com predominância masculina e em escalas de rosa os bairros com predominância feminina. Observa-se que quanto melhor a infraestrutura e o acesso a ela mais convidativo o bairro é para a população feminina. E, reciprocamente, podemos reconhecer os bairros com melhor infraestrutura observando onde a população feminina está concentrada.

Segundo o censo demográfico de 2010, Nonoai é, dentre os 50 bairros oficiais de Santa Maria:
- Um dos 41 bairros do distrito da Sede.
- O 23º bairro mais populoso.
- O 47º bairro em extensão territorial.
- O 8º bairro mais povoado (população/área).
- O 10º bairro em percentual de população na terceira idade (com 60 anos ou mais).
- O 13º bairro em percentual de população na idade adulta (entre 18 e 59 anos).
- O 44º bairro em percentual de população na menoridade (com menos de 18 anos).
- Um dos 39 bairros com predominância de população feminina.
- Um dos 20 bairros que registraram moradores com 100 anos ou mais, com um total de 2 habitantes femininos.

Distribuição populacional do bairro
1. Total: 4168 (100%)
  1. Urbana: 4168 (100%)
  2. Rural: 0 (0%)
2. Homens: 1827 (43,83%)
  1. Urbana: 1827 (100%)
  2. Rural: 0 (0%)
3. Mulheres: 2341 (56,17%)
  1. Urbana: 2341 (100%)
  2. Rural: 0 (0%)

## Infraestrutura
Espaços públicos
No bairro estão situadas a praças Oswino Ferreiro Alves e Elias Salin Farret.